# 佐々木智之
佐々木 智之（ささき ともゆき、1962年5月 - ）は、日本の教育学者。北海道科学大学未来デザイン学部人間社会学科准教授。

## 経歴

### 学歴
- 1985年（昭和60年）3月 - 北海道教育大学教育学部英語教育学専攻卒業（教育学士）

### 職歴
- 2002年（平成14年）4月ー北海道工業大学総合教育研究部講師
- 2009年（平成21年）4月 - 北海道工業大学人間社会学科准教授
- 2014年（平成26年）4月 - 北海道科学大学未来デザイン学部人間社会学科准教授

## 専門（研究・活動内容等）

### 研究分野
- 英語教育
- コミュニケーション教育におけるディベートの有効性
- 対人コミュニケーションに着目した活動の開発
- ディベートやスピーチを中心としたコミュニケーション能力の育成
- 心理学

## 所属学会
- 全国教室ディベート連盟北海道支部長
- 日本コミュニケーション学会